# Obergösgen
Obergösgen är en ort och kommun i distriktet Gösgen i kantonen Solothurn, Schweiz. Kommunen har 2 457 invånare (2023).